# Villa Billnäs

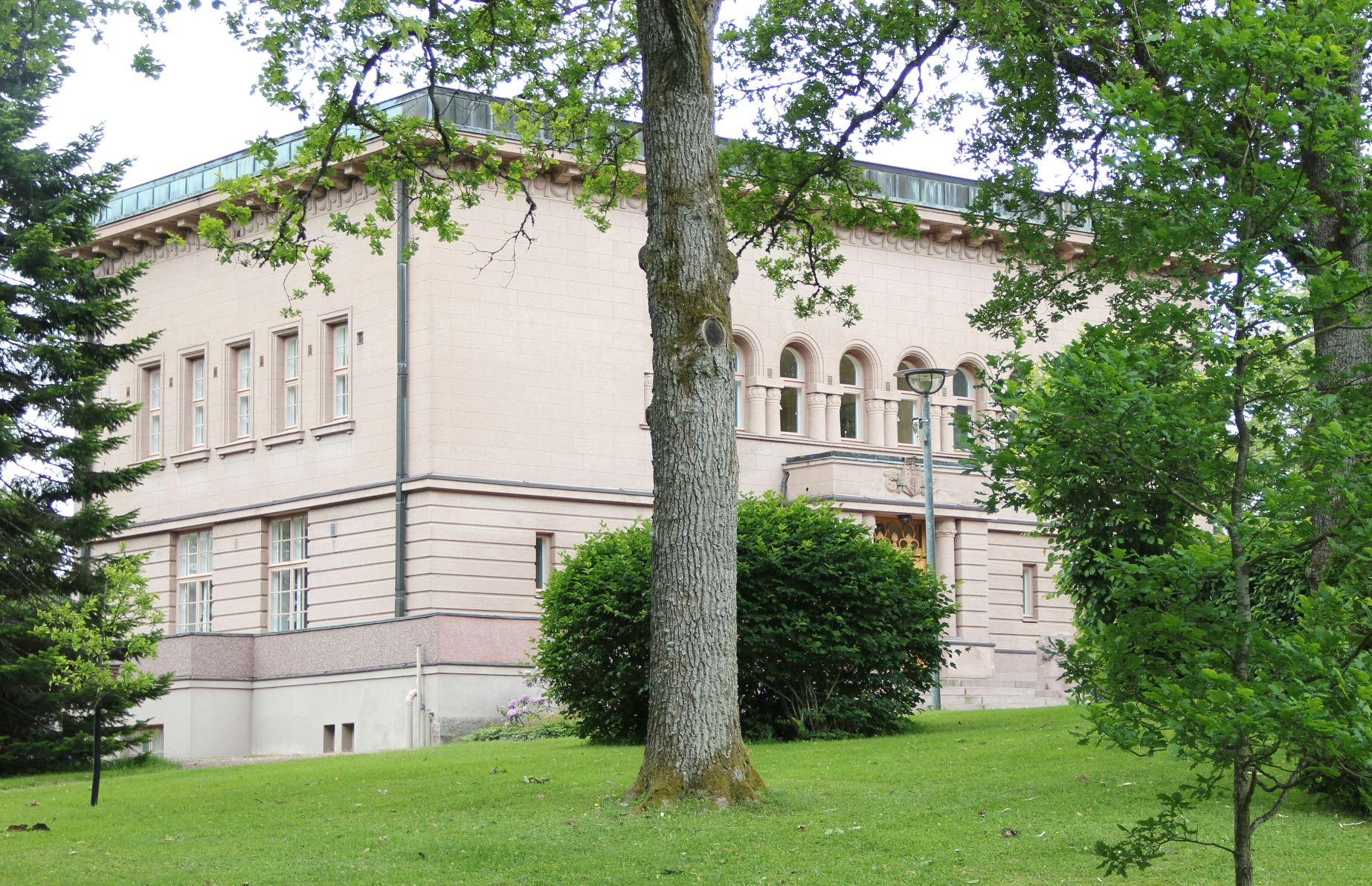
Villa Billnäs 2014.

Villa Billnäs är en bruksgård i Billnäs i Raseborgs stad i det finländska landskapet Nyland. Den nuvarande byggnaden byggdes i sten mellan åren 1916 och 1917 efter ritningar av arkitekt Lars Sonck. Den gamla byggnaden var byggd i trä 1882–84 och förstördes i en brand 1915. Villan är skyddad av Museiverket. I början av 2000-talet lät den dåvarande ägaren Morten Ahlström (1943–2011) restaurera parken.
Gården ägs av Morten Ahlströms dödsbo.